# A. M. Homes

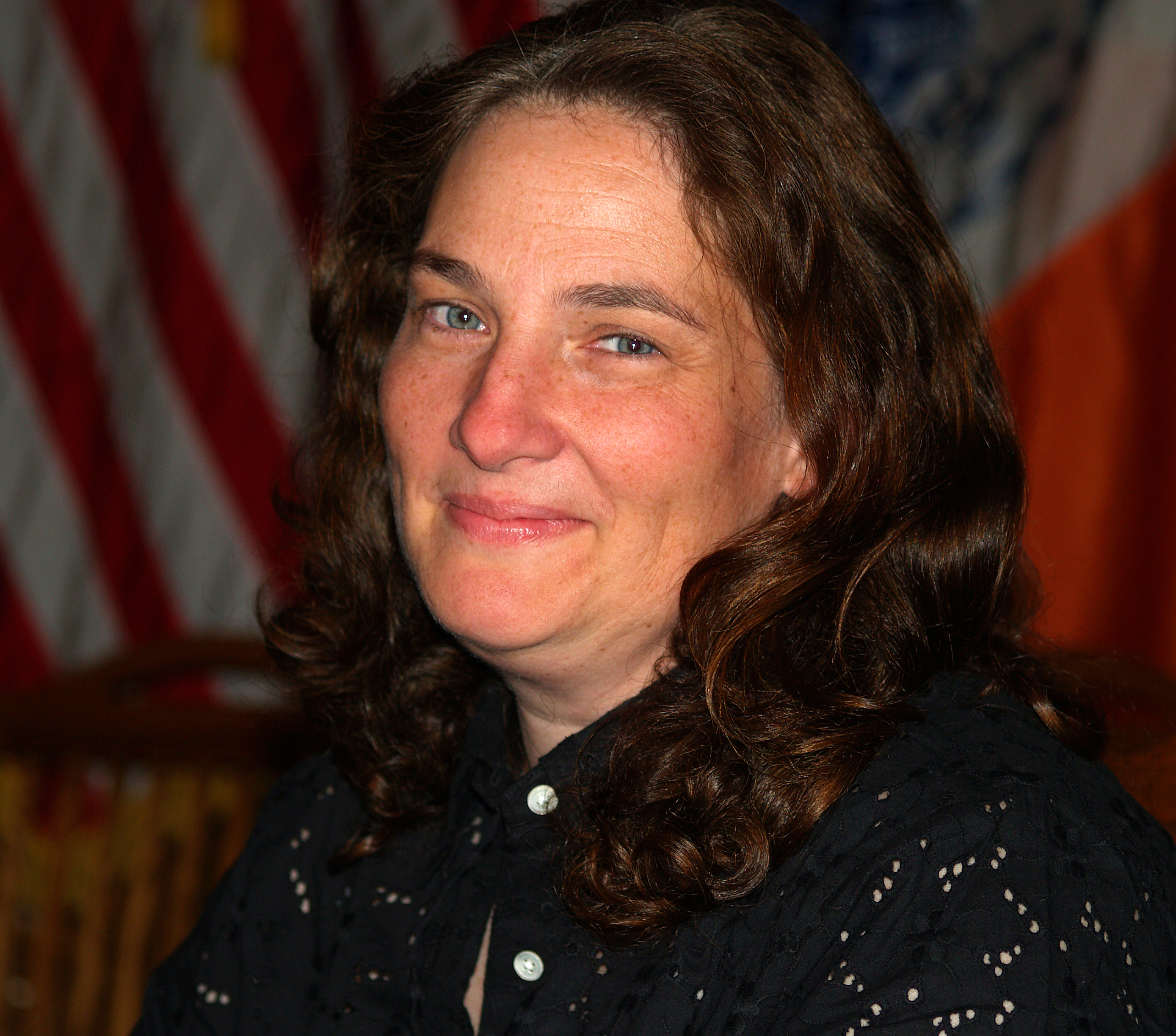
A. M. Homes (2007)

Amy Michael Homes (* 16. Dezember 1961 in Washington, D.C.) ist eine US-amerikanische Schriftstellerin.

## Leben
Homes’ Werke wurden in zwölf Sprachen übersetzt und sie erhielt für ihre Literatur zahlreiche Auszeichnungen, darunter etwa ein Guggenheim-Stipendium und 1993 den Deutschen Jugendliteraturpreis für ihren Roman „Jack“.
Ihre Arbeiten erscheinen in Magazinen wie dem Artforum und dem Vanity Fair. Im Jahr 2004 veröffentlichte The New Yorker den Essay „The Mistress's Daughter“, in welchem Homes' Treffen mit ihren leiblichen Eltern beschrieben wird. Dieses fand 31 Jahre nach ihrer Geburt statt, nach welcher sie zur Adoption freigegeben worden war.
1996 veröffentlichte sie ein Buch über Kindesmissbrauch, The End of Alice, das aus der Sicht eines Pädophilen erzählt wird, der eine lebenslange Freiheitsstrafe verbüßt. Dieses Buch wurde sehr kontrovers diskutiert, insbesondere weil der Sex mit Kindern in den Augen der Protagonisten als etwas völlig Natürliches dargestellt wird. Bei der Veröffentlichung des Buches in Großbritannien im Jahre 1997 rief die „National Society for the Prevention of Cruelty to Children“ (NSPCC) dazu auf, dieses Buch nicht in den Handel zu bringen, woran sich aber die meisten Buchhändler nicht hielten.
2006 veröffentlichte Homes das Buch This Book Will Save Your Life (Dieses Buch wird Ihr Leben retten).
Homes lebt in New York City.

## Preise und Auszeichnungen
- 2013: Women’s Prize for Fiction für May We Be Forgiven

## Werke
Romane und Geschichtensammlungen
- Jack (1989)
- The Safety of Objects, dt. Die Verläßlichkeit der Dinge (1990)
- In a Country of Mothers (1993)
- The End of Alice (1996)
- Appendix A: an elaboration on the novel The End of Alice (1996)
- Music for Torching (1999)
- Things You Should Know (2002)
- This Book Will Save Your Life (2006), dt. Dieses Buch wird Ihr Leben retten (2007)
- May We Be Forgiven (2012), dt. Auf dass uns vergeben werde (2014, übersetzt von Ingo Herzke)
- Days of Awe (2018), dt. Deine Mutter war ein Fisch (2020, übersetzt von Ingo Herzke)
- The Unfolding (2022)

Nicht-Fiktionales
- Los Angeles: People, Places, and the Castle on the Hill (2002)
- On the Street 1980–1990[1] (2006) (Einleitung für ein Buch von Amy Arbus)
- The Mistress's Daughter (2004 / 2007), dt. Die Tochter der Geliebten (2008, übersetzt von Ingo Herzke)